# Ткачук Петро Єфремович
Ткачук Петро Єфремович (20 грудня 1937, с. Авратин Волочиський р-н, Хмельницька обл. — 20 березня 2007, Кам'янець-Подільський) — український вчений-діалектолог, педагог, професор.

## Життєпис
Народився 20 грудня 1937 в селі Авратин Волочиського району Хмельницької області у селянській родині. Як і всіх його ровесників, його дитинство у чотирирічному віці опалила війна. Згодом велике горе спіткало сім'ю — на фронті загинув батько, залишились вони вдвох з матір'ю.
У школі Петро Ткачук навчався гарно з усіх предметів, але особливо захоплювався українською мовою. Після закінчення школи трудився у місцевому колгоспі — працював їздовим, доставляв волами пальне з Базалії до тракторного стану, орав людські городи. Постійно цікавився побутом, звичаями своїх земляків, місцевою говіркою. Це значною мірою й визначило його подальший життєвий шлях.
У 1956—1959 перебував на службі в Радянській армії.
У вересні 1959 року став студентом історико-філологічного факультету Кам'янець-Подільського державного педагогічного інституту.
Коли в 1959 році почала виходити загальноінститутська газета «Радянський студент», студент Ткачук став активним дописувачем до неї.
1964 року після закінчення інституту був рекомендований для виконання обов'язків асистента кафедри української мови і літератури цього навчального закладу. Він передавав студентам своє захоплення рідною мовою, діалектологією, постійно наголошував на необхідності і надзвичайній важливості записувати живе народне мовлення, прислухатися до слова, через нього передавати людську мудрість прийдешнім поколінням.
У 1970—1973 роках Петро Єфремович навчався в аспірантурі при Київському державному педагогічному інституті, де під керівництвом завідувача відділу діалектології Інституту мовознавства імені О. О. Потебні АН України професора Федота Трохимовича Жилка підготував і захистив кандидатську дисертацію «Фонетична система західноподільських говірок української мови (вокалізм і консонантизм)».
У 1981 Петру Ткачуку надане вчене звання доцента, у 2002 обрано на посаду професора.
У 1977—1978 роках працював деканом факультету.
З 1978 обраний на посаду завідувача кафедри української мови. Тут він працював до кінця життя, майже два десятиліття. Як завідувач кафедри професор П. Є. Ткачук багато зусиль докладав до утвердження української мови як державної, підвищення фахового рівня викладачів, удосконалення навчального процесу та здійснення контролю за ним, впровадження інноваційних технологій і зміцнення зв'язків кафедри з науковими установами й освітніми закладами. Особливо хвилювали його питання утвердження української мови як державної.
З ініціативи П. Є. Ткачука кафедра української мови, очолювана ним, взялася за розробку колективної теми «Утвердження української мови як державної». Його цікавили і хвилювали також питання реформування, удосконалення сучасного українського правопису, забезпечення вчителів, учнів, студентів, всіх шанувальників української мови й культури необхідною кількістю підручників, посібників, словників (тлумачних, орфографічних, синонімічних та ін.), виконаних на сучасному науковому рівні й за цінами, доступними широкому загалу. Українська мова стала об'єктом його досліджень. З цієї проблеми вийшла праця Петра Ткачука «Словник-довідник з культури мовлення», якою користуються у ЗВО, школах, установах. Цей словник він укладав понад десять років.
З 1995 року П. Є. Ткачук керував Центром мовознавчих студій Інституту української мови НАН України при Кам'янець-Подільському державному університеті. Під його керівництвом сформувалася наукова школа «Південноволинські й подільські говірки як ареальні одиниці української мови» (доц. Коваленко Н. Д., Шеремета Н. П., Яропуд Л. Г., ст. викл. Мозолюк О. М.), в рамках якої ведеться підготовка матеріалів до Загальнослов'янського лінгвістичного атласу, Лексичного атласу української мови та словника західноподільських говірок, записування діалектної лексики у зоні забудови Дністровської ГЕС. З теми «Лексичний атлас української мови» за спеціальною програмою записано діалектний матеріал у семи населених пунктах Хмельницької області.
Петро Ткачук взяв участь у роботі 32 міжнародних, всесоюзних, всеукраїнських та регіональних наукових конференцій. Він опублікував близько 60 наукових праць.
Донька, Ткачук Олена Петрівна — кандидат філологічних наук, доцент кафедри перекладу Хмельницького національного університету.

## Громадська діяльність
П. Є. Ткачук виступав з доповідями з актуальних питань мовознавства і методики перед учителями міста й області, рецензував дисертації та автореферати кандидатських досліджень, науково-методичні праці викладачів та учителів.
Брав участь у національно-визвольних мітингах восени 1990 та під час Помаранчевої революції. Петро Єфремович був також одним із організаторів комісії щодо повернення історичної правди місту — перейменування вулиць. Разом з іншими прихильниками національної ідеї виступав за присвоєння інститутові імені його першого ректора Івана Огієнка.

## Відзнаки
Нагороджений Почесною грамотою міністерства освіти і науки України (2003 р.), двома значками: «Відмінник народної освіти» (1988 р.) та «Відмінник освіти України» (2001 р.), медаллю Камянець-Подільського державного університету «За вагомий внесок у розвиток освіти та науки».

## Праці П.Є.Ткачука
1. Про комплексне вивчення духовної і матеріальної культури Західного Поділля // Тези доп. VI Подільської іст.-краєзн. конф. (Секція археології). — Кам'янець-Поділ., 1985. — С. 36-37.
2. Про етнолінгвістичний опис Поділля // Проблеми етнографії Поділля: тези доп. наук. конф. — Кам'янець-Поділ., 2986. — С. 195—196.
3. В'ячеслав Каменський як дослідник волинських говірок // Велика Волинь: минуле і сучасне: тези доп. міжнар. конф. — Хмельницький; Ізяслав; Шепетівка, 1994. — С. 467—469.
4. До характеристики наукового тексту Григорія Костюка // Наукові праці Кам'янець-Поділ. держ. ун-ту. Філол. науки. — Кам'янець-Поділ., 2003. — Вип. 7. — С. 171—176.